# 넷웨어
넷웨어(NetWare)는 노벨이 개발한 네트워크 운영 체제(NOS)이다. 초기에는 개인용 컴퓨터(PC)에서 여러 사용자들이 다양한 서비스를 이용하기 위해 컴퓨터 멀티태스킹으로 쓰였고, 제록스 네트워크 서비스 스택에 기반을 둔 네트워크 프로토콜을 사용했다.
넷웨어는 오픈 엔터프라이즈 서버(OES)로 발전하였다. 최신 버전의 넷웨어는 OES 2 SP1의 넷웨어 커널인 넷웨어 6.5 서포트팩(Support Pack) 8이다.

## 역사
넷웨어는 "디스크 공유가 아닌 파일 공유"라는 단순한 개념에서 비롯하였다. 1983년에 넷웨어의 첫 버전이 설계되었을 때, 다른 모든 경쟁 제품들은 직접 디스크 접근을 제공하는 개념을 기반으로 하였다 1984년에 노벨(Novell, Inc.)사의 이러한 접근을 IBM이 검증한 것이 이 제품을 진전시키는 데 큰 도움이 되었다.
넷웨어의 최신 버전인 넷웨어5는 웹서버를 위한 응용 계층의 지원 뿐 아니라, 노벨 고유의 IPX 네트웍 프로토콜과 인터넷의 IP 프로토콜 모두를 지원한다. 넷웨어는 자신의 NDS (Novell Directory Services)를 산업계 표준인 DNS 및 DHCP 등과 통합하였다. 넷웨어는 자바 프로그램과 CORBA도 지원하며, 넷웨어의 커널은 멀티프로세싱을 지원한다. 추가적인 기능에는 차세대 파일시스템이라고 불리는 것과 프린팅 서비스 그리고 공개키 암호화 기법이나 SAS (Secure Authentication Services)를 비롯한 진보된 보안체계 등이 포함된다.